# Sedum epidendrum
Sedum epidendrum är en fetbladsväxtart som beskrevs av Ferdinand von Hochstetter och Achille Richard. Sedum epidendrum ingår i Fetknoppssläktet som ingår i familjen fetbladsväxter. Inga underarter finns listade i Catalogue of Life.